# Buranji
Los Buranjis son un tipo de crónicas históricas escritas en las lenguas ahom y asamés. El Buranji más antiguo fue escrito por orden de Sukaphaa el primer rey Ahom, que fundó el reino Ahom en 1228. Muchos de estos manuscritos fueron escritos por escribas de la oficina de Likhakar Barua, y se basan en documentos de estado, correspondencia diplomática, procedimientos judiciales, etc. Otros fueron escritos por nobles o por personas bajo su supervisión, a menudo sus identidades son desconocidas. Estos documentos no solo relatan la cronología de los eventos, sino que también muestran el lenguaje, la cultura, la sociedad y los procedimientos internos de la maquinaria interna del reino. Su escritura es "simple, lúcida y no da lugar a ambigüedades, con un lenguaje expresivo, aunque breve y sin exageraciones." La tradición de la escritura de Buranjis sobrevivió por más de 600 años aún durante el período de dominación británica, hasta unas décadas antes de que concluyera el reino Ahom. 
En sentido literal, Buranji quiere decir "una casa que enseña al ignorante" (en idioma ahom: bu ignorante; ran enseñar; ji casa). Los Buranjis no solo comprenden al reino Ahom, sino que también a los Buranjis de sus vecinos (Kachari, Chutiya, y Tripura) y aquellos con los cuales el reino de Ahom tenía contactos diplomáticos y militares (Padshah Buranji). Se los escribió en las cortezas del árbol Sanchi o madera de aloe. Si bien se han recolectado, compilado, catalogado y publicado numerosos Buranjis, todavía existe un número incierto de ejemplares en manos privadas.

## Lista de Buranjis destacados
Assam Buranji
Harakanta Barua
Assam Buranji
Kasinath Tamuli Phukan
Asamar Padya Buranji
(Buranji de Assam en verso)
Ahom Buranji
Golap Chandra Barua
Changrung Phukanar Buranji

Deodhai Asam Buranji

Padshah Buranji

Purani Assam Buranji
Hemchandra Goswami
Satasari Assam Buranji

Tungkhungia Buranji
Srinath Duara Barbarua